# ليزا غويليم
ليزا غويليم (بالإنجليزية: Lisa Gwilym)‏ هي مقدمة برامج إذاعية بريطانية، ولدت في 17 يونيو 1975.

## وصلات خارجية
- ليزا غويليم على موقع IMDb (الإنجليزية)